# Rancho Cordova, Kalifornien
Rancho Cordova är en stad (city) i Sacramento County, i delstaten Kalifornien, USA. Enligt United States Census Bureau har staden en folkmängd på 65 606 invånare (2011) och en landarea på 86,8 km².